# Catherine Amelia Fay Ewing
Catherine Amelia Fay Ewing (18 de julio de 1822 - 4 de abril de 1897) fue una educadora, misionera, filántropa, activista y reformadora social estadounidense de Massachusetts. En 1857 acogió a los niños del Washington County Infirmary, organizando así el primer hogar infantil del estado de Ohio.
Ewing enseñó en la escuela de Ohio antes de convertirse en misionera entre los nativos Choctaw. Diez años más tarde, a su regreso a Ohio, fundó un hogar para niños indigentes. Gracias a sus esfuerzos, la legislatura de Ohio aprobó un proyecto de ley en Columbus que le brindaba el derecho a todos los condados a establecer un hogar infantil. Ewing también fue autora de un amplio informe histórico sobre el origen y el crecimiento del movimiento de hogares infantiles en el condado de Washington.